# Onchan
Onchan est un village, une paroisse et une circonscription de l'île de Man. Même s'il s'agit, administrativement, d'un village, elle compte la deuxième commune la plus peuplée de l'île, après Douglas, avec laquelle elle forme une conurbation. Au recensement de 2001, sa population était de 8 803 habitants. Au recensement de 2006, sa population était de 9 172 habitants.
En mannois, la paroisse et le village ont des noms différents. On dit Connaghyn (« Saint-Conchan ») pour la paroisse et Kione Droghad (« Bout du pont ») pour le village.

## Kione Droghad
Onchan est considérée comme une ville dortoir dans la mesure où la majorité de ses habitants travaillent dans la région de Douglas.
Le village possède deux écoles et un collège. On y trouve aussi de nombreuses boutiques, dont un petit centre commercial (Onchan Village Walk), et un parc de loisirs (Onchan Pleasure Park), qui comprend un plan d'eau, un parcours de golf, un terrain de football, des courts de tennis et un circuit de karting.

## Connaghyn
Onchan (anciennement dénommée « Conchan » car elle était consacrée à saint Conchan) se situe sur une baie au nord de Douglas. La paroisse s'étend de Cairn Gerjoil et Port Groudle jusqu'à la ville de Douglas, et de la rivière Glass et la East Baldwin Valley jusqu'à la mer d'Irlande.